# Cusiala boarmioides
Cusiala boarmioides là một loài bướm đêm trong họ Geometridae.